# Groningen
Groningen  pronunciació (?·pàg.) (groninguès: Grön'n o Grun'n) o Groninga és la capital de la província neerlandesa de Groningen i el nucli més gran del municipi homònim. A gran part del nord dels Països Baixos, la població es refereix a Groningen simplement com Stad ('Ciutat'). El 2017, Groningen tenia 200.952 habitants. No hi ha constància que mai s'hagin concedit drets de ciutat a Groningen. La seva llunyania de centres de poder com ara Utrecht, Brussel·les i La Haia ha fet que històricament se l'hagi considerat una ciutat enfocada a si mateixa i el territori que l'envolta.
La ciutat formà part de la xarxa comercial nord-alemanya durant el període de la Lliga Hanseàtica. Més endavant esdevingué un centre mercantil regional que s'anà desenvolupant i es convertí en una ciutat estat de facto. Groningen ha pertanyut nominalment als Països Baixos des del temps de les Províncies Unides, però fins a l'època de domini francès fou una ciutat autònoma que presidia sobre gran part de la província. Groningen patí molt durant la Segona Guerra Mundial; no només perdé 3.300 ciutadans (la majoria jueus), sinó que una part important del nucli històric acabà en flames durant l'alliberament, a la primavera del 1945.
Groningen té una gran varietat de comerços i indústries. A més, és una ciutat estudiantil que acull uns 55.000 estudiants (dels quals aproximadament 30.000 viuen a la mateixa ciutat). Groningen col·labora amb municipis propers en el marc de la Regio Groningen-Assen.

## Etimologia
No es coneixen amb certesa l'origen i el significat del nom Groningen. Hi ha poetes que han intentat relacionar-lo amb una llegenda que diu que l'any 453 aC, un grup de refugiats de Troia sota el comandament de Gruni arribaren a la regió i hi establiren un assentament juntament amb un grup de frigis. Seguidament, la llegenda diu que construïren un castell a la vora del riu Hunze i l'anomenaren Grunoburg. Segons el mite, el castell fou posteriorment enderrocat pels vikings i possiblement serví com a fonament de la futura església de Santa Valpurga. Tanmateix, no hi ha proves històriques que donin suport a aquest relat.
Una altra teoria és que l'antic nom de la ciutat, Groeningen, deriva de groen-ingen ('camps verds'). Es creu que la franja verda de l'escut i la bandera de Groningen podria referir-se precisament a això: la regió de terra verda situada entre el Lauwers, l'Ems i el mar de Wadden.
El nom local en groninguès, Grun'n, té la mateixa etimologia. Grun deriva de la forma antiga gruun i -inge es tradueix com a -en o -ens, igual que el nom Kantens, que probablement s'anomenava Kantinge en el passat. Aquest fenomen encara es produeix en el groninguès actual (per exemple, Thesinge esdevé Taisen). Igual que en la majoria de paraules groningueses que acaben en -en, l'E cau, resultant en el nom Grun'n. Com que el nom és Groningen, en groninguès també s'hauria pogut anomenar Grun'ns, igual que en el cas de Kantens, teoria confirmada pel nom frisó Grins.
Des de fa molt de temps, la ciutat també és coneguda simplement com a Stad ('Ciutat') pels habitants de la província de Groningen. Aquest nom també és utilitzat a altres zones, tot i que la majoria de frisons prefereixen el nom Grins. A l'edat mitjana, es feia servir el nom llatí Groninga als mapes i les monedes. Durant l'ocupació francesa, la ciutat s'anomenà Groningue. Actualment, també se la coneix com a «metròpolis del nord» o amb el nom de Martinistad, en referència a la Torre Martini.
Els habitants de Groningen s'anomenen a si mateixos Stadjer o Stadjeder. També se'ls coneix amb el malnom de mollebonen (una mena de dolç a base de mongetes). Els Stadjers es refereixen a Groningen de manera afectuosa amb el nom Groot Loug ('Gran Poble').

## Història

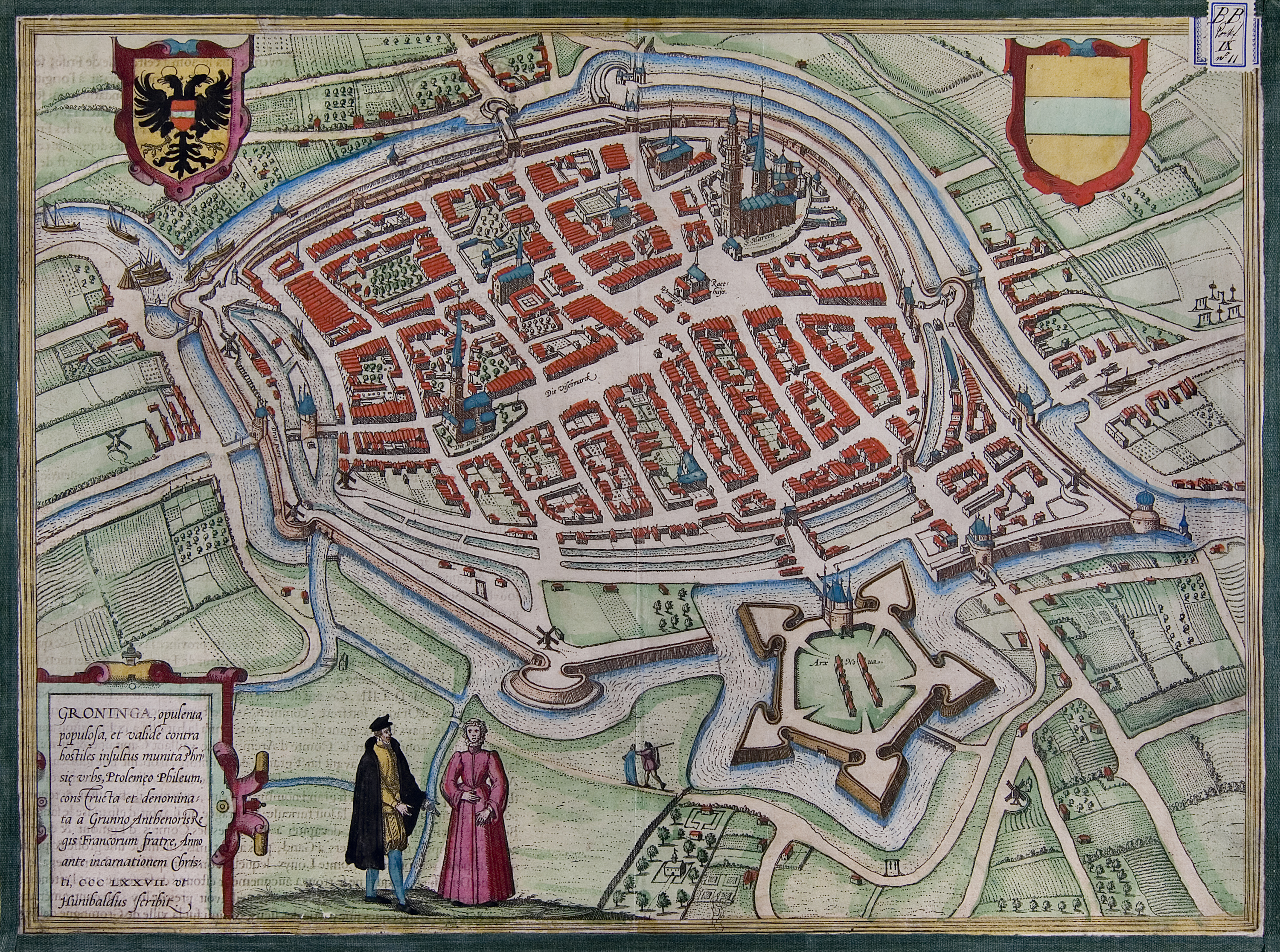
Groningen el 1575

Els orígens de Groningen es troben al costat nord de la Hondsrug. La primera menció escrita de la ciutat, Villa Cruoninga, data de l'any 1040, però se sap amb certesa que la zona ja portava molt de temps habitada. Les restes arqueològiques que s'hi han trobat s'han datat a entre el 3950 i el 3720 aC mitjançant el mètode del C-14. No hi ha cap dubte que ja hi havia una presència humana permanent al segle iii. Groningen probablement creixé a partir de dos nuclis: un a la rodalia de l'actual cementiri de Martini i l'altre entre el Zuiderdiep i el Verbindingskanaal.

### Edat mitjana
La història escrita de Groningen comença l'any 1040 amb la donació de mercaderies i drets de la part de l'emperador alemany a l'església d'Utrecht. Abans ja s'havien donat parts de la propietat imperial a l'abadia de Werden.

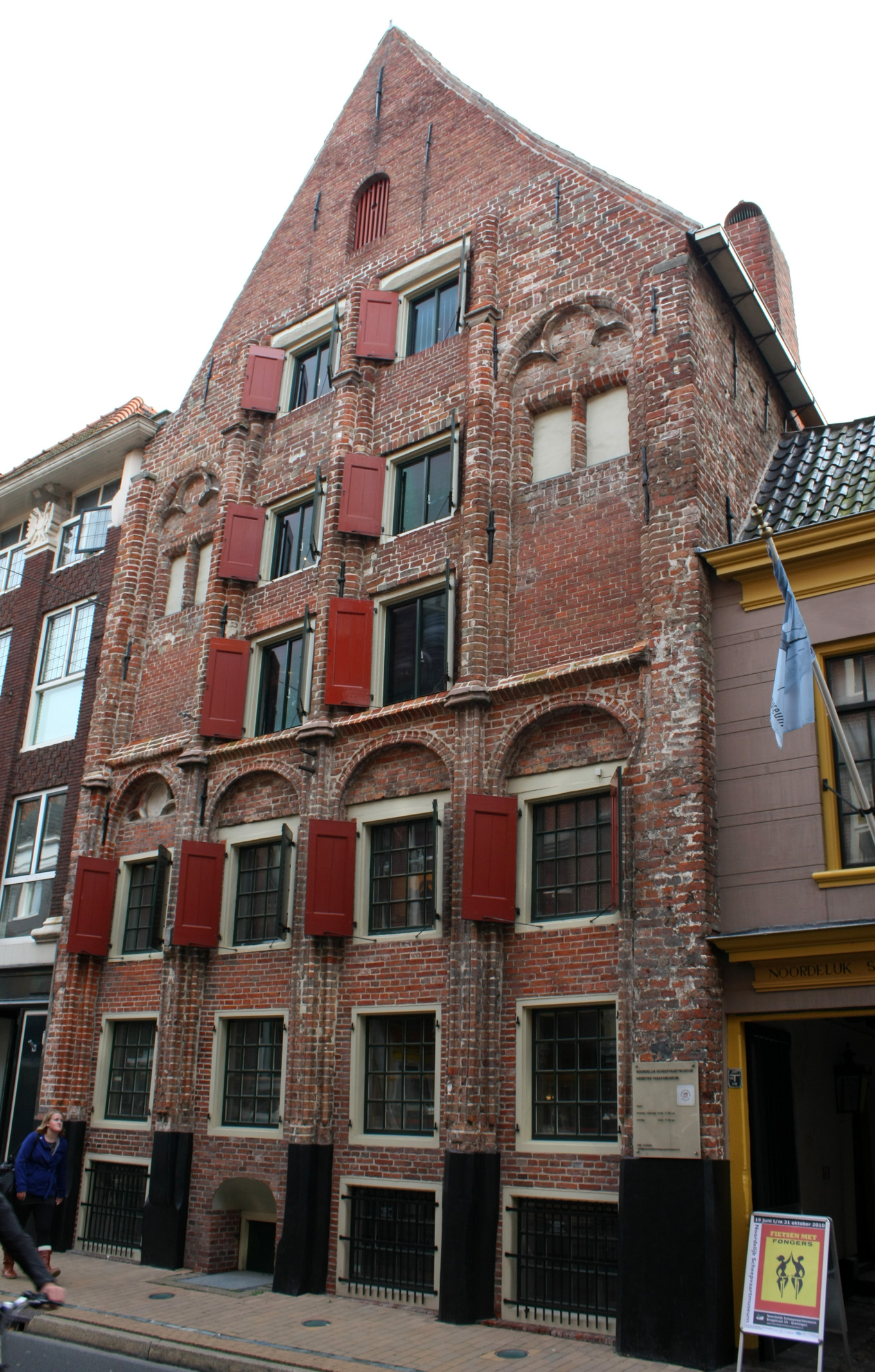
La Casa Gòtica del Brugstraat

L'any 1040, la ciutat de Groningen ja servia de lloc de mercat tota la gent que vivia a la rodalia. Exploracions arqueològiques han revelat que l'església més antiga, l'església de Sant Martí, va ser fundada al voltant de l'any 800. Una part de la donació fou el dret d'encunyar monedes, que va ser utilitzat pel bisbe d'Utrecht.
L'esdorp original de Drenthe esdevingué un important nucli comercial a l'edat mitjana, aprofitant la seva posició estratègica a la frontera entre Drenthe i Frísia.

## Divisió administrativa
La ciutat es divideix en cinc districtes: Binnenstad, Oude Wijken, Noord-West/Hoogkerk, Noorddijk i Zuid. Cada districte compta té un o diversos sectors o barris.

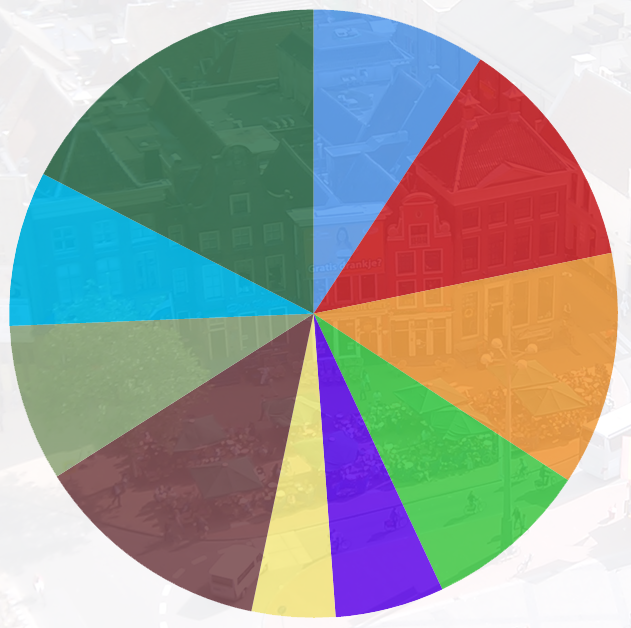
Habitants de Groningen l'any 2010 per barri (dades del CBS)
Binnenstad 17.305
Schilders- i Zeeheldenwijk 23.515
Oranjewijk 23.275
Korrewegwijk 16.525
Oosterparkwijk 10.860
Oosterpoortwijk 8.315
Herewegwijk i Helpman 23.830
Stadsparkwijk 15.640
Hoogkerk 15.425
Noorddijk 32.605

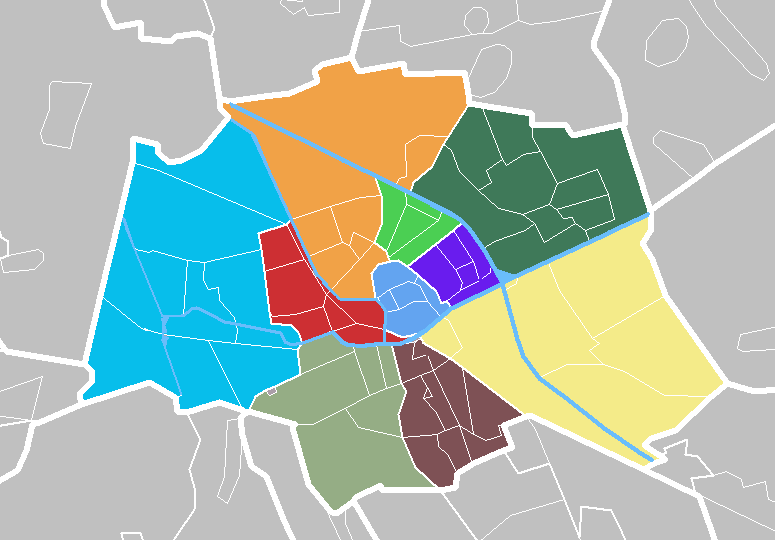
Els deu barris de Groningen

## Economia
L'activitat econòmica de la ciutat se centra en el comerç i la indústria (entre d'altres, sucrera). És a més seu d'una important població estudiantil, gràcies a la presència de la Universitat de Groningen, fundada el 1614 i la Hanzehogeschool Groningen. Són estudiants uns 50.000 dels seus habitants.

## Demografia
| Evolució històrica de la població                                | Evolució històrica de la població | Evolució històrica de la població | Evolució històrica de la població |
| Any                                                              | Població                          | Any                               | Població                          |
| ---------------------------------------------------------------- | --------------------------------- | --------------------------------- | --------------------------------- |
| 1795                                                             | 23.770                            | 1930                              | 105.146                           |
| 1830                                                             | 30.260                            | 1947                              | 132.021                           |
| 1840                                                             | 33.484                            | 1956                              | 142.561                           |
| 1849                                                             | 33.694                            | 1960                              | 145.125                           |
| 1859                                                             | 35.502                            | 1971                              | 169.385                           |
| 1869                                                             | 37.984                            | 1980                              | 162.952                           |
| 1879                                                             | 46.058                            | 1990                              | 168.702                           |
| 1889                                                             | 56.018                            | 2000                              | 174.250                           |
| 1899                                                             | 66.537                            | 2004                              | 180.604                           |
| 1909                                                             | 74.613                            | 2006                              | 181.613                           |
| 1919                                                             | 87.594                            | 2008                              | 182.484                           |
| 1920                                                             | 90.778                            | 2011                              | 190.334                           |
| Font 1: www.volkstellingen.nl (1971) Font 2: CBS Statline (1971) |                                   |                                   |                                   |

## Administració
El consistori actual, després de les eleccions municipals de 2014, és dirigit per Peter den Oudsten. El consistori consta de 39 membres:
- Demòcrates 66, 9 escons
- Partit Socialista, (SP) 6 escons
- Partit del Treball, (PvdA) 6 escons
- Esquerra Verda, 4 escons
- Partit Popular per la Llibertat i la Democràcia, (VVD) 3 escons
- Stadspartij, 3 escons
- Crida Demòcrata Cristiana, (CDA) 3 escons
- ChristenUnie, 2 escons
- Student en Stad, 2 escó
- Partit pels Animals, 1 escó

## Ciutats agermanades
- Múrmansk, Rússia
- Kaliningrad, Rússia
- Katowice, Polònia
- Graz (Estíria)
- Odense, Dinamarca
- Tallinn, Estònia
- , Oldenburg, Baixa Saxònia
- Newcastle, Anglaterra
- Jabaliya, Palestina
- Tianjin, República Popular de la Xina
- Zlín, República Txeca
- San Carlos, Nicaragua

## Persones il·lustres
- Daniel Bernoulli, matemàtic
- Heike Kamerlingh Onnes, físic i Premi Nobel
- Samuel van Houten, polític
- Jozef Israëls, pintor

## Galeria d'imatges

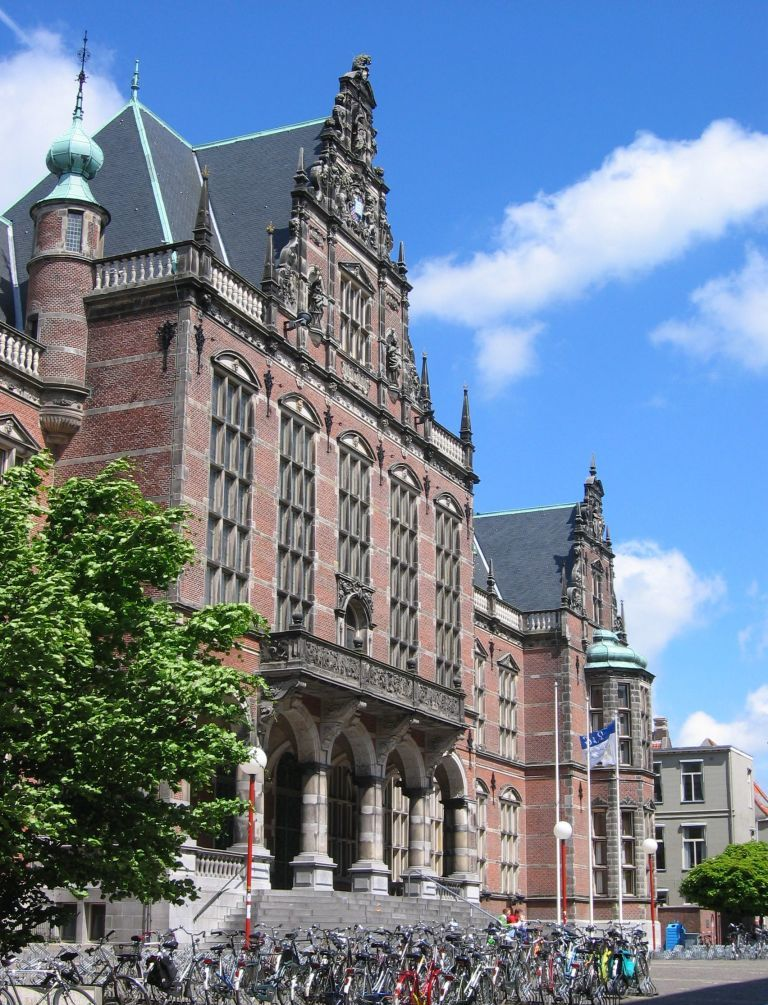
Universitat de Groningen
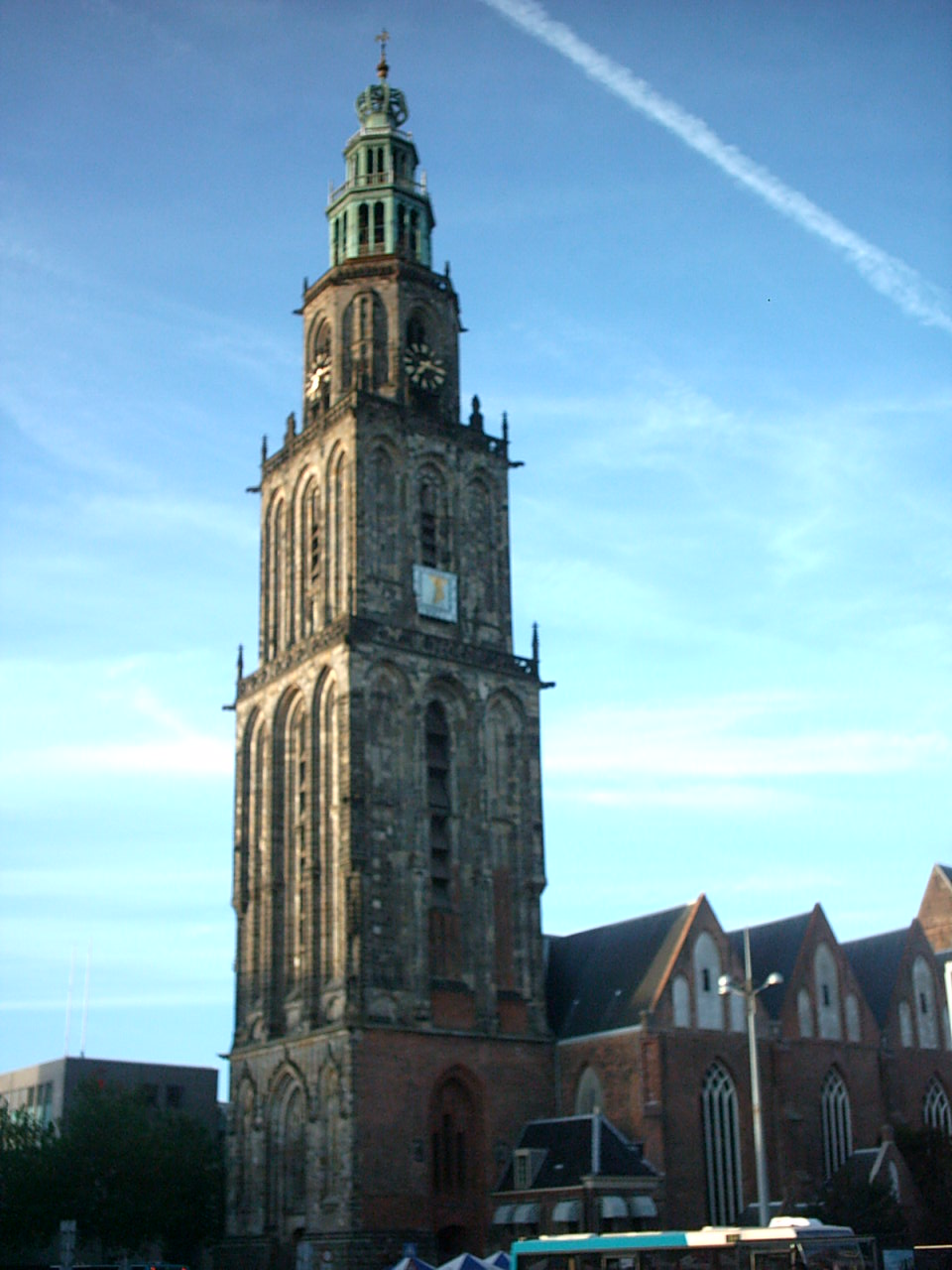
Torre Martini
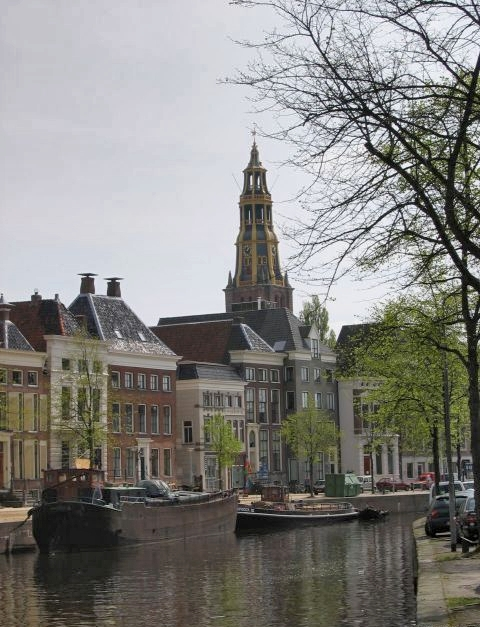
Església de l'Aa
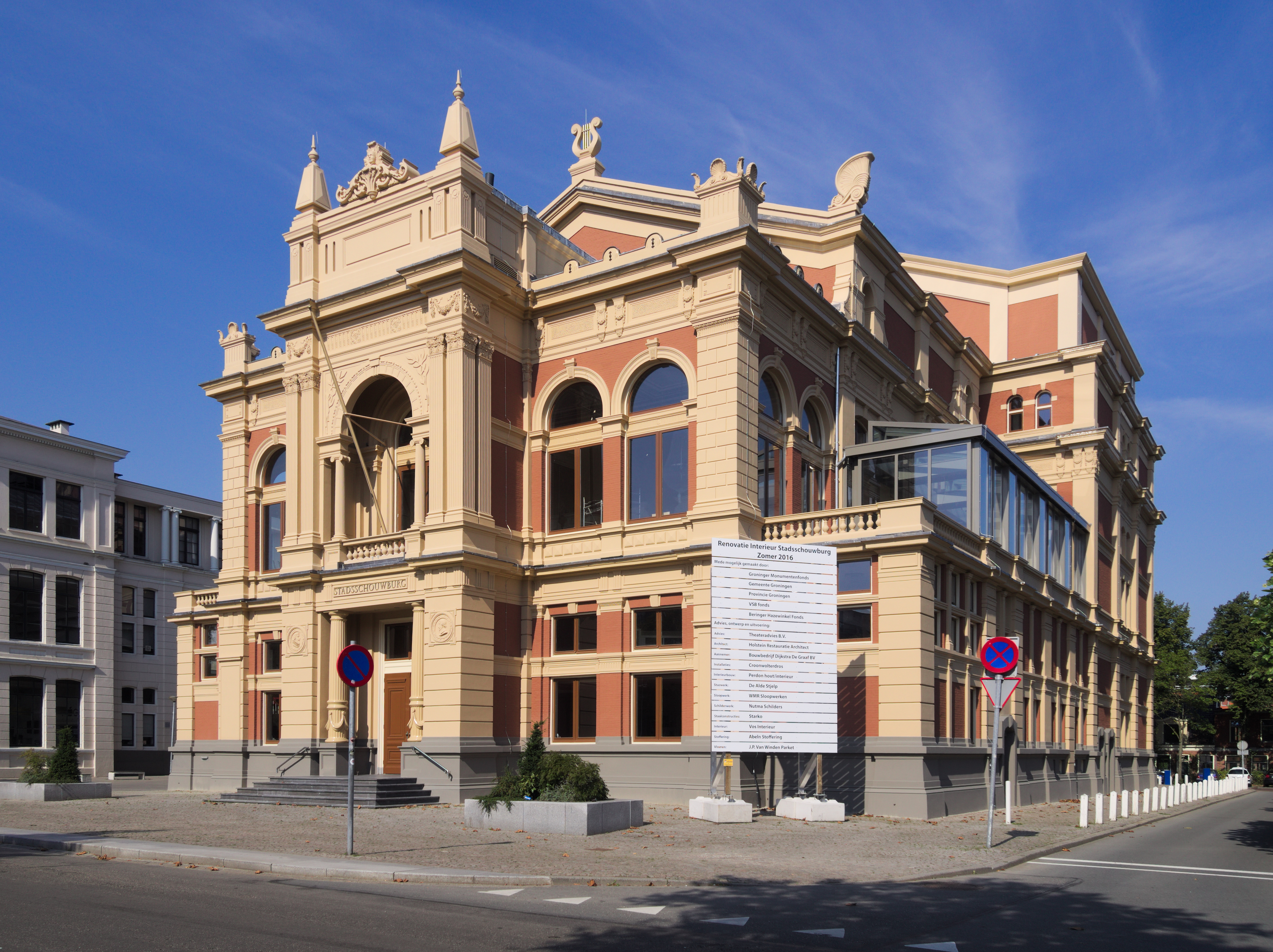
El Teatre Municipal
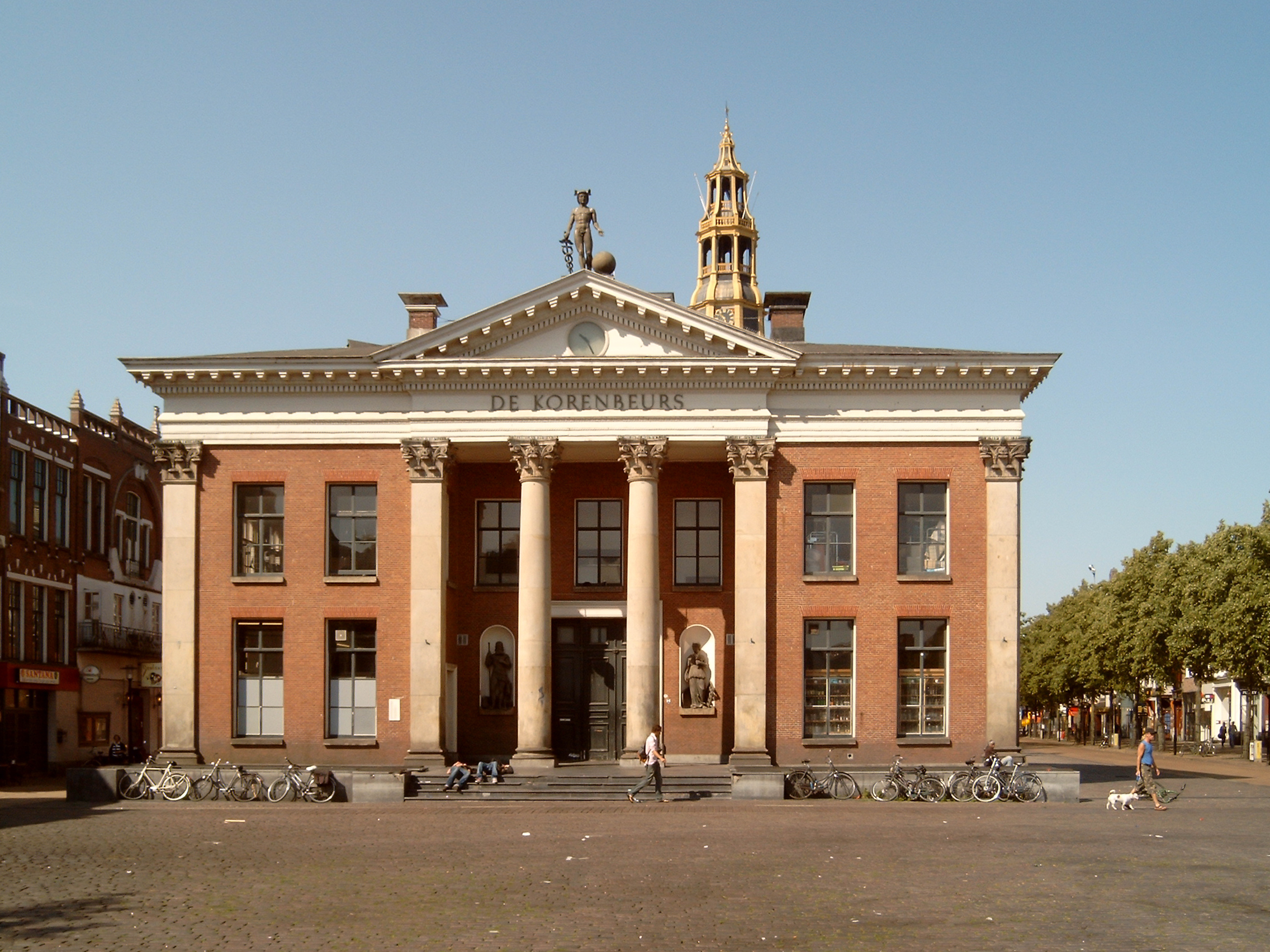
La Borsa de Blat
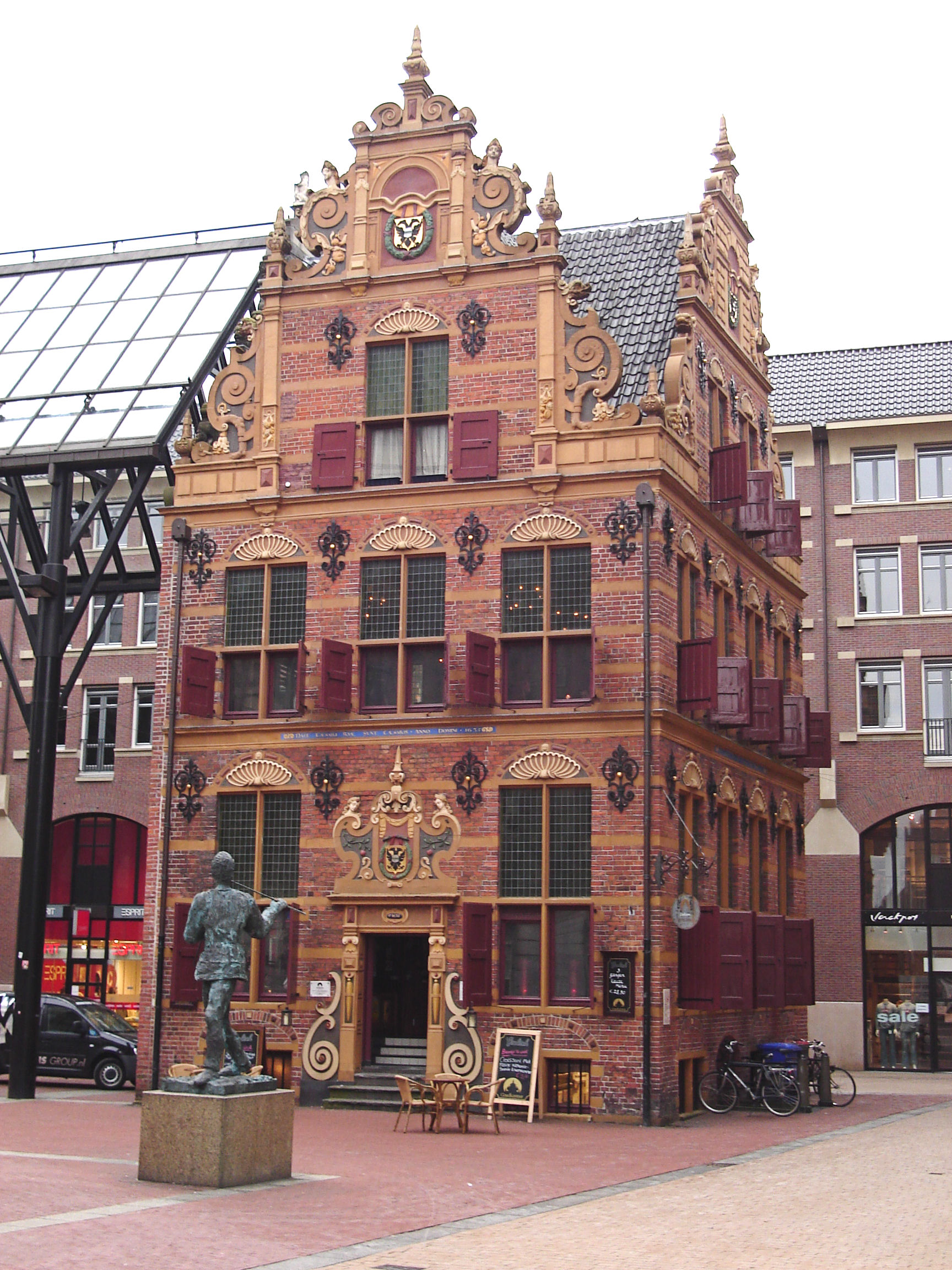
L'oficina d'Or